# Portada/article gener 15

## Revolució Industrial
La Revolució Industrial designa un conjunt de canvis econòmics (capitalisme), socials (ordre burgès) i tecnològics que es van produir inicialment a la Gran Bretanya en la segona meitat del segle xviii. Els avenços tècnics —sobretot la màquina de vapor—, l'explosió demogràfica que s'inicià a partir del 1750 i els canvis que s'aplicaren a l'agricultura menaren a una revolució en l'àmbit de la indústria, que encapçalaren els sectors del tèxtil, el carbó i el ferro.
Hi ha discrepàncies entre els historiadors pel que fa al període que durà la Revolució Industrial.